# جيم روينسكي
جيم روينسكي (بالإنجليزية: Jim Rowinski)‏ مواليد 4 يناير 1961 في لونغ آيلند، هو لاعب كرة سلة أمريكي . تم اختياره من قبل فريق يوتا جاز خلال الدرافت. بلغ طوله 6 قدم 8 بوصة (2.0 م).

## المسيرة الاحترافية
لعب مع ديترويت بيستونز في سنة 1989، ثم لعب مع فيلادلفيا سفنتي سيكسرز في سنة 1989، ثم لعب مع ميامي هيت في سنة 1990، ثم لعب مع نادي بريوغان لكرة السلة في الدوري الإسباني في سنة 1991.

## روابط خارجية
- جيم روينسكي على موقع إن بي أي (الإنجليزية)
- جيم روينسكي على موقع سبورتس رفرنس (الإنجليزية)
- جيم روينسكي على موقع الدوري الإسباني لكرة السلة (الإسبانية)
- جيم روينسكي على موقع كلية كرة السلة في سبورتس رفرنس.كوم (الإنجليزية)
- جيم روينسكي على موقع ريلجم (الإنجليزية)
- جيم روينسكي على موقع بروبوليرز (الإنجليزية)